# يوليوس إلستر
يوليوس إلستر (بالألمانية: Julius Elster)‏ هو أستاذ جامعي وفيزيائي ألماني، ولد في 24 ديسمبر 1854 في بلانكنبورغ في ألمانيا، وتوفي في 8 أبريل 1920 في باد هاغزبورغ في ألمانيا.

## وصلات خارجية
- يوليوس إلستر على موقع الموسوعة البريطانية (الإنجليزية)